# Đàm Bản Hoành
Đàm Bản Hoành (tiếng Trung: 谭本宏; bính âm: Tán Běnhóng; sinh tháng 5 năm 1957) là một trung tướng của Quân Giải phóng Nhân dân Trung Quốc (PLA). Ông là tư lệnh của Đơn vị đồn trú PLA tại Hồng Kông từ tháng 7 năm 2014 cho đến tháng 4 năm 2019. Ông trước đây từng là tư lệnh của Quân khu Hải Nam.

## Đầu đời
Đàm Bản Hoành sinh tháng 5 năm 1957 tại huyện Từ Lợi, tỉnh Hồ Nam, Trung Quốc. Đàm gia nhập Quân đội Giải phóng Nhân dân (PLA) và Đảng Cộng sản Trung Quốc năm 1977. Ông đăng ký theo học tại Học viện Chỉ huy Lực lượng Mặt đất của PLA, và học quản lý tại Trường Đảng Trung ương và luật tại Đại học Sư phạm Hoa Trung. Năm 2001, ông theo học một thời gian ngắn tại Học viện Vũ trang Liên hợp của Liên bang Nga tại Moskva.